# 23 Pegasi
23 Pegasi är en blåvit stjärna i huvudserien i stjärnbilden Pegasus.
23 Pegasi har visuell magnitud +5,70 och är synlig för blotta ögat vid god seeing. Den befinner sig på ett avstånd av ungefär 345 ljusår.